# Geophis berillus
Geophis berillus — вид змій родини полозових (Colubridae). Ендемік Мексики. Описаний у 2022 році.

## Назва
Видова назва походить від латинського  berillus , що означає берил. Цей мінерал безбарвний у чистому вигляді, але може набувати різноманітних кольорів у присутності домішок. Назва вказує на райдужний блиск, який присутній на всьому темному тілі всіх відомих екземплярів виду.

## Поширення
Вид відомий з трьох зразків з муніципалітету Вальє-де-Браво в Трансмексиканському вулканічному поясі у штаті Мехіко.